# De la paz al olvido. Porfirio Díaz y el final de un mundo
De la paz al olvido. Porfirio Díaz y el final de un mundo escrito por Rafael Tovar y de Teresa. Historiador y diplomático mexicano. Primer Secretario de Cultura, nombrado en 2015 por el presidente de la República, Enrique Peña Nieto.

## Reseña de "De la paz al olvido. Porfirio Díaz y el final del mundo" de Rafael Tovar y de Teresa
Este libro gira en torno a un personaje que siempre despierta interés en México, que genera odio o simpatía pero que es una figura clave: Porfirio Díaz. El libro, habla de los últimos años de su vida, de su salida de México cuando renuncia a la Presidencia, y cuando llega a un mundo que para él era referencial: Europa. 
Le toca el surgimiento de la Primera Guerra Mundial, y por otro lado todas las noticias de la Revolución Mexicana, de cómo empieza la lucha por el poder; es la vida cotidiana de Porfirio Díaz en Francia, los viajes que hace en Europa. Trato de dar un contexto general de lo que es ese mundo europeo, el que se decía, y que no se explicaba a partir de cómo había nacido el conflicto sino que más bien había que preguntarse por qué decidió Europa perder la paz.
Europa nunca había vivido tantas décadas de felicidad, de bienestar y efectivamente todo parecía muy favorable a esa región del mundo que prácticamente dominaba Asia, y que dominaba a África pues que eran los grandes imperios coloniales.
Entonces ¿México, qué papel tenía en esto? Lo vemos cuando Porfirio Díaz llega a Europa, al poco tiempo pues es recibido con una gran bienvenida por parte de casi todos los jefes de Estado; Alfonso XIII de España, El Kaiser Guillermo de  Alemania, el presidente de Francia, va Italia, va Egipto y pues tenía un gran reconocimiento y sobre todo era, probablemente el más conocido y el más respetado de los líderes americanos.
Entonces eso es lo que trato de narrar ahí y por otro lado ver en perspectiva la situación mexicana; cómo fueron también los años, las situaciones que tuvieron que ver con la caída de Díaz, una ya complicada relación con los Estados Unidos y sobre todo lo más importante: cómo Porfirio Díaz no tenía claro el modelo político de sucesión, es decir, él había gobernado treinta años pero después de la entrevista Creelman en 1908 cuando dijo que el país estaba listo para la democracia y él para entregar el poder al que resultara ganador, en las urnas no tenía claro cómo sería ese proceso de sucesión, a quién le debería entregar el poder y cuál sería su papel como expresidente.
De tal manera que bueno pues las consecuencias se vivieron que después de unas brillantes fiestas del Centenario empieza a descomponerse la situación política que lleva a Díaz a que en mayo de 1911 renuncie, que llegue a Francia y muera ahí en julio de 1915.

## Reseña
Este libro De la paz al olvido, de Rafael Tovar y de Teresa, cuenta la historia no oficial de Porfirio Díaz. Muchos aprendimos en las escuelas primarias que Porfirio Díaz era un ser que había destruido este país; hoy después de muchos años hay investigadores muy serios que reconstruyen la etapa en la que gobernó Porfirio Díaz y no solo de la etapa en la que gobernó, también su decadencia y también la decadencia que tuvo que observar Porfirio Díaz los cinco años que sucedieron después de que parte en el Ypiranga; que es un libro “De la paz al olvido” que nos permite reconstruir la historia no oficial no de un hombre, sino de una época mexicana.
Rafael Tovar y de Teresa expresó su agradecimiento a Paola Velasco y a Karla Herrera por sus comentarios, debates y lecturas sobre este libro. 
Reseña realizada durante la 41 Feria Nacional del Libro de la Universidad Autónoma de San Luis Potosí.

## Personajes
- Porfirio Díaz, militar y estadista mexicano. Presidente de México (1876-1911).[5]
- Benito Juárez, político liberal mexicano, presidente de la República entre 1858 y 1872.[6]
- Matías Romero, diplomático mexicano, defensor del liberalismo económico.[7]
- Antonio López de Santa Anna, militar y político mexicano.[8]
- José Yves Limantour, secretario de Hacienda en la época porfirist. Candidato permanente del grupo de los “científicos” para suceder a Díaz en la presidencia de la República.[9]
- Ramón Corral, exgobernador de Sonora y Vicepresidente de 1904 a 1911.[10]
- Francisco I Madero. Político mexicano cuyo pronunciamiento contra el régimen de Porfirio Díaz desencadenó la Revolución mexicana.[11]
- José María Pino Suárez político, abogado, poeta, periodista y revolucionario mexicano que sirvió como el séptimo y último vicepresidente de México de 1911
- Emiliano Zapata, Revolucionario mexicano.[12]
- Victoriano Huerta. Militar y político mexicano, presidente de México entre 1913 y 1914.[13]
- Venustiano Carranza. Político mexicano que lideró la etapa constitucionalista de la Revolución.[14]